# Gastrancistrus xanthogaster
Gastrancistrus xanthogaster is een vliesvleugelig insect uit de familie Pteromalidae. De wetenschappelijke naam is voor het eerst geldig gepubliceerd in 1982 door Dzhanokmen.